# Ivan Guryča
Ivan Guryča (5. února 1944 Brno – 12. října 2012 tamtéž), v zahraničí uváděný jako Ivan Guryca nebo Iwan Guryca, byl český lední hokejista, francouzský hokejový reprezentant a trenér. Věnoval se také fotbalu.
Jeho syn Jan Guryca je také ledním hokejistou (brankář).

## Hokejová kariéra

### Hráč
V československé hokejové lize hrál v 60. letech 20. století za Spartak ZJŠ Brno, Duklu Jihlava a Duklu Košice.
V roce 1965 emigroval během turnaje v Chamonix-Mont-Blanc do Francie, kde také začal hrát za místní Chamonix HC ve francouzské hokejové lize. V letech 1973–1978 hrál za VfL Bad Nauheim v západoněmecké hokejové bundeslize. Hráčskou kariéru uzavřel ve Francii.
Reprezentoval Francii, byl zvolen nejlepším útočníkem C-skupiny Mistrovství světa v ledním hokeji 1974 (tehdejší třetí úroveň). V letech 1970, 1971, 1974 a 1976 byl nejlepším střelcem Francouzů na MS.

### Trenér
Po skončení hráčské kariéry se stal trenérem. Ve Francii vedl mužstva Chamonix, Anglet a La Roche-sur-Yon. Poté trénoval v Německu (Bad Nauheim), načež se vrátil do vlasti.

## Fotbalová kariéra
Ve II. lize hrál za Spartak ZJŠ Brno (dobový název Zbrojovky) a vstřelil jednu branku.

### Ligová bilance
| Ročník           | Zápasy | Góly | Minuty | Klub                |
| ---------------- | ------ | ---- | ------ | ------------------- |
| II. liga 1961/62 | –      | 1    | –      | TJ Spartak ZJŠ Brno |
| CELKEM II. LIGA  | –      | 1    | –      |                     |

## Úmrtí
Zemřel v pátek 12. října 2012 v Brně po dlouhé nemoci. Poslední rozloučení s Ivanem Guryčou se konalo v pátek 19. dubna 2012 v 15:30 v obřadní síni krematoria města Brna, Jihlavská ulice 1.